# Pothiyahi
Pothiyahi – gaun wikas samiti w środkowej części Nepalu  w strefie Narajani w dystrykcie Rautahat. Według nepalskiego spisu powszechnego z 2001 roku liczył on 1097 gospodarstw domowych i 5087 mieszkańców (2474 kobiet i 2613 mężczyzn).